# Geofizică
Geofizica este o ramură majoră a științelor Pământului care aplică principiile și metodele cantitative ale fizicii la studiul proprietăților fizice ale Pământului și al proceselor fizice care afectează globul terestru și atmosfera.

## Obiective
Unul din obiectivele geofizicii este explorarea geofizică, adică studierea și explorarea interiorului Pământului, în vederea stabilirii caracteristicilor solurilor și rocilor și în vederea identificării și evaluării resurselor minerale utile.
Pentru aceasta se folosește de măsurători fizice efectuate la suprafața Pământului, cum ar fi:
- măsurători de suprafață;
- măsurători în gaură de sondă;
- măsurători din avion;
- măsurători din satelit.

Utilizând o combinație între matematică, fizică, geologie, chimie, hidrogeologie și tehnica de calcul, un geofizician analizează aceste măsurători pentru a deduce proprietăți și procese din interiorul complex al Pământului. 
Atunci când sunt alese locații pentru mari proiecte inginerești sau mari operațiuni de colectare și procesare de deșeuri, geofizicienii evaluează întâi proprietățile materiei în apropierea suprafeței Pământului.

## Geofizica înprotecția mediului
Tehnologia din geofizică este folosită și în aplicații de mediu cum ar fi:
- delimitarea unei scurgeri de poluanți;
- căutarea de apă freatică.

## Geofizica înarheologie
Deoarece un sit arheologic excavat este în același timp sistematic distrus, în ultima vreme s-a optat pentru geofizică, care, prin eficiența și acuratețea metodelor sale, oferă în cercetarea arheologică instrumente alternative, nedistructive și repetabile, permițând achiziția de informații geofizice pentru suprafețe foarte mari și într-un timp scurt, pe două direcții majore:
- investigarea non invazivă a vestigiilor arheologice aflate în subsol și
- studierea proceselor de formare și evoluție a siturilor arheologice.